# Challenger de Bucaramanga 2014
El torneo Bucaramanga Open fue un torneo profesional de tenis. Perteneció al ATP Challenger Tour 2014. Se disputó su 6.ª edición sobre superficie dura, en Bucaramanga, Colombia entre el 20 y el 26 de enero de 2014.

## Jugadores participantes del cuadro de individuales
| País | Jugador              | Rank1              | Favorito | Posición en el torneo |
| ---- | -------------------- | ------------------ | -------- | --------------------- |
| 1    | Bandera de Colombia  | Alejandro González | 74       | Semifinal             |
| 2    | Bandera de Colombia  | Alejandro Falla    | 87       | CAMPEÓN               |
| 3    | Bandera de Argentina | Guido Pella        | 107      | Segunda ronda         |
| 4    | Bandera de Italia    | Paolo Lorenzi      | 115      | FINAL                 |
| 5    | Bandera de Brasil    | João Souza         | 116      | Primera ronda         |
| 6    | Bandera de Argentina | Diego Schwartzman  | 118      | Semifinal             |
| 7    | Bandera de Argentina | Facundo Argüello   | 120      | Cuartos de final      |
| 8    | Bandera de España    | Pere Riba          | 124      | Cuartos de final      |

- 1 Se ha tomado en cuenta el ranking del 13 de enero de 2014.

### Otros participantes
Los siguientes jugadores recibieron una invitación (wild card), por lo tanto ingresan directamente al cuadro principal:
- Juan-Carlos Spir
- Felipe Mantilla
- Nicolás Barrientos
- Pere Riba

Los siguientes jugadores ingresan al cuadro principal tras disputar el cuadro clasificatorio:
- Christopher Díaz Figueroa
- Hugo Dellien
- Christian Garin
- Eduardo Struvay

## Jugadores participantes en el cuadro de dobles

### Cabezas de serie
| Favorito | País                | Jugador              | País                | Jugador          | Rank1 | Posición en el torneo |
| -------- | ------------------- | -------------------- | ------------------- | ---------------- | ----- | --------------------- |
| 1        | Bandera de Colombia | Juan Sebastián Cabal | Bandera de Colombia | Robert Farah     | 86    | CAMPEONES             |
| 2        | Bandera de Brasil   | Marcelo Demoliner    | Bandera de Croacia  | Franko Škugor    | 212   | Cuartos de final      |
| 3        | Bandera de Italia   | Paolo Lorenzi        | Bandera de Italia   | Alessandro Motti | 244   | Primera ronda         |
| 4        | Bandera de Colombia | Nicolás Barrientos   | Bandera de Colombia | Eduardo Struvay  | 314   | Semifinal             |

- 1 Se ha tomado en cuenta el ranking del 13 de enero de 2014.

### Otros participantes
Los siguientes jugadores recibieron una invitación (wild card), por lo tanto ingresan directamente al cuadro principal:
- Emilio Gómez /  Giovanni Lapentti
- Felipe Mantilla /  Pedro Pablo Ruiz
- Kevin King /  Juan-Carlos Spir

## Campeones

### Individual Masculino
- Alejandro Falla derrotó en la final a  Paolo Lorenzi por 7-5, 6-1.

### Dobles Masculino
- Juan Sebastián Cabal /  Robert Farah  derrotaron en la final a  Kevin King /  Juan-Carlos Spir por 7-63, 6-3.